# Сан Мартино ин Конверзето (Форли-Чезена)
Сан Мартино ин Конверзето (итал. San Martino in Converseto) је насеље у Италији у округу Форли-Чезена, региону Емилија-Ромања.
Према процени из 2011. у насељу је живело 27 становника. Насеље се налази на надморској висини од 323 м.